# Полічорі
Полічорі (рум. Policiori) — село у повіті Бузеу в Румунії. Входить до складу комуни Скорцоаса.
Село розташоване на відстані 109 км на північний схід від Бухареста, 24 км на північний захід від Бузеу, 107 км на захід від Галаца, 88 км на південний схід від Брашова.

## Населення
За даними перепису населення 2002 року у селі проживали 713 осіб. Усі жителі села рідною мовою назвали румунську.
Національний склад населення села:
| Національність | Кількість осіб | Відсоток |
| -------------- | -------------- | -------- |
| румуни         | 652            | 91,4%    |
| цигани         | 61             | 8,6%     |